# Stuart Roosa

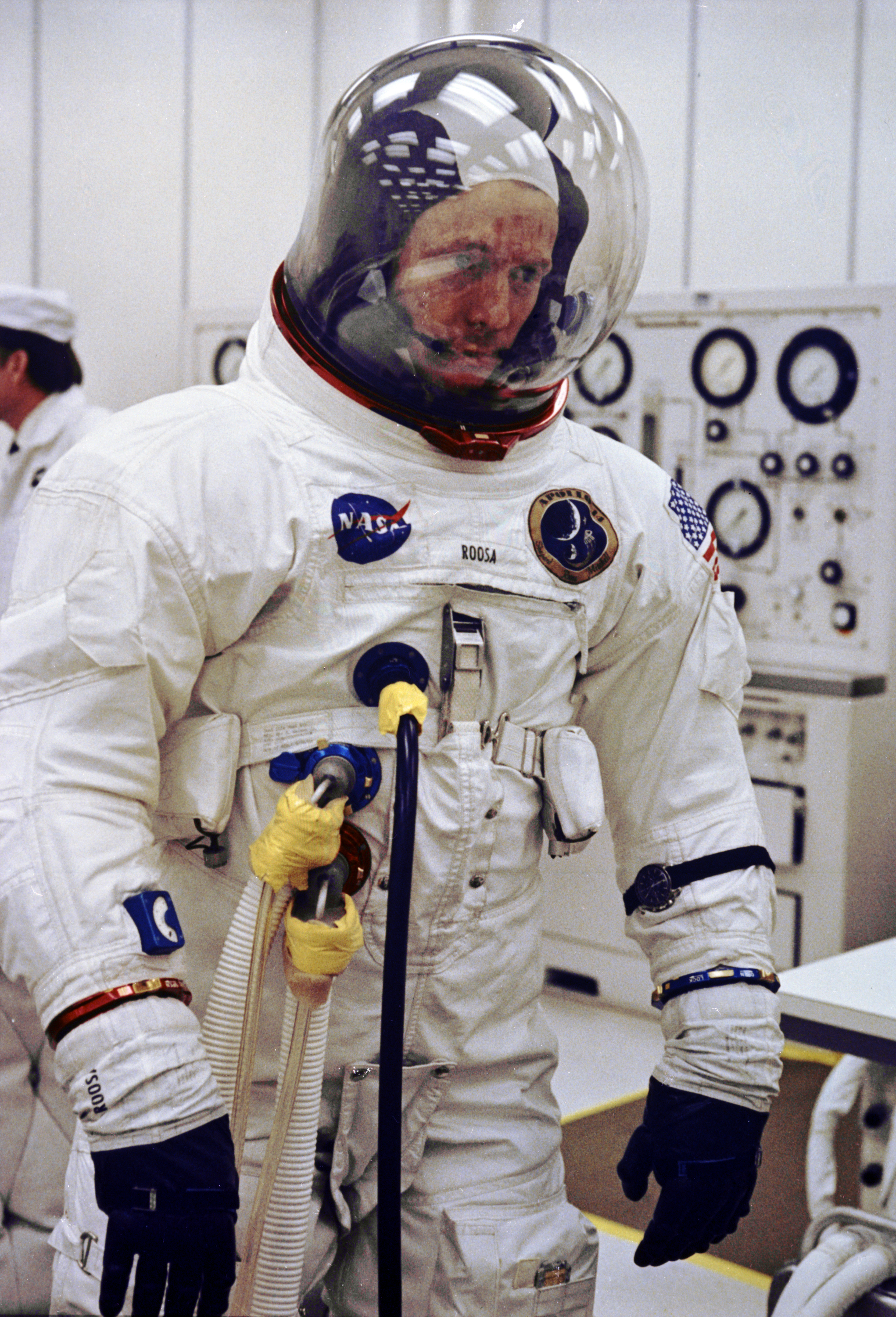
Stuart Roosa podczas przygotowań do lotu Apollo 14

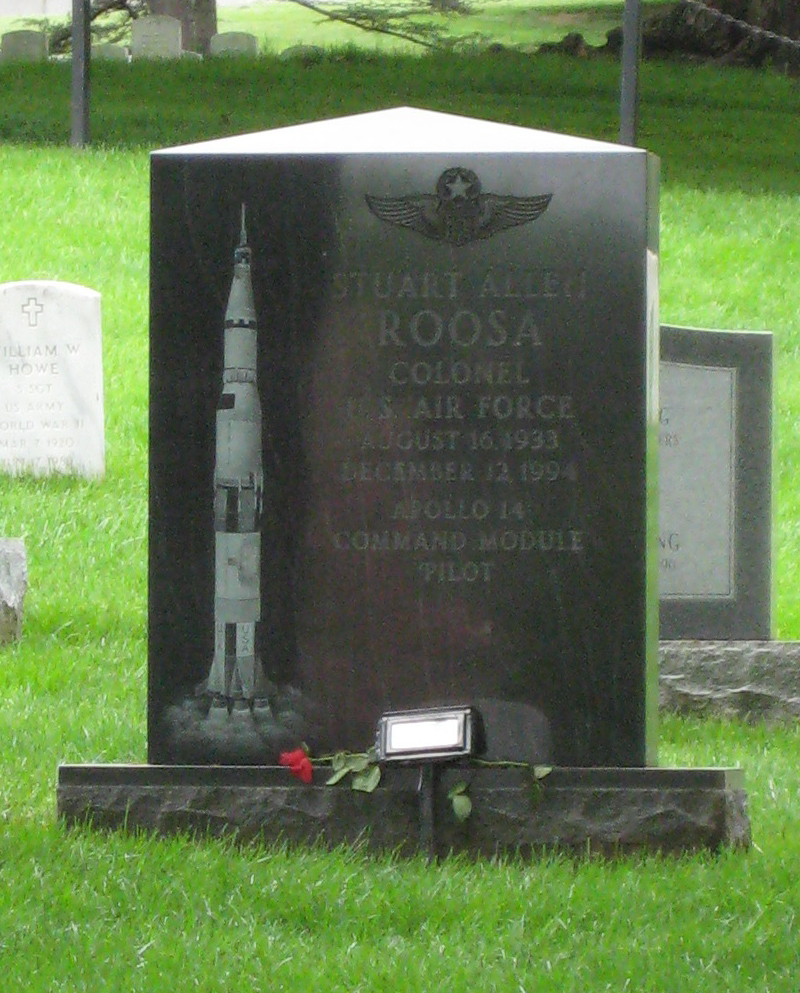
Grób Stuarta Roosy na Cmentarzu Narodowym w Arlington

Stuart Allen Roosa (ur. 16 sierpnia 1933 w Durango, zm. 12 grudnia 1994 w Waszyngtonie) – amerykański astronauta, pułkownik United States Air Force.

## Wykształcenie oraz służba wojskowa
Szkołę średnią (Claremore High School) ukończył w Claremore w stanie Oklahoma. Naukę kontynuował w stanowych uniwersytetach w Oklahomie (Oklahoma State University) i Arizonie (University of Arizona). Licencjat z inżynierii lotniczej zdobył na stanowym Uniwersytecie Kolorado (University of Colorado).
Na początku lat 50. XX wieku służył w pożarniczym zespole spadochronowym Straży Leśnej.
- 1953 – wstąpił do Sił Powietrznych Stanów Zjednoczonych. Szkolenie lotnicze przeszedł w bazach – Del Rio w Teksasie i Luke w Arizonie. Kwalifikacje pilota wojskowego uzyskał w szkole pilotów w bazie Williams w Arizonie. Służył również w bazie Langley w Wirginii, gdzie latał samolotami F-84F i F-100.
- 1962–1964 – był pilotem myśliwca F-101 w bazie lotniczej Olmstead w Pensylwanii. Jako szef służby obsługi technicznej służył w amerykańskiej bazie Tachikawa w Japonii.
- 1965 – ukończył Szkołę Pilotów Doświadczalnych Aeronautyki (Aerospace Research Pilot School) w bazie Edwards w Kalifornii. Do 1966 był tam pilotem doświadczalnym.
- 1973 – ukończył wyższy kurs zarządzania w Harvard Business School.
- Luty 1976 – w stopniu pułkownika przeszedł do rezerwy.

Jako pilot wylatał ponad 5500 godzin, z czego 5000 na samolotach z napędem odrzutowym.

## Kariera astronauty
- 4 kwietnia 1966 – zakwalifikował się do piątej grupy astronautów NASA (NASA 5(inne języki)), liczącej 19 osób.
- Marzec 1969 – podczas lotu statku Apollo 9 utrzymywał łączności radiową (CapCom) z załogą pracującą na orbicie.
- 31 stycznia – 9 lutego 1971 – uczestniczył w locie statku Apollo 14.
- Kwiecień 1972 – był dublerem pilota modułu dowodzenia misji Apollo 16. W czasie lotu pełnił funkcję operatora łączności (CapCom).
- Grudzień 1972 – ponownie był dublerem pilota modułu dowodzenia tym razem statku Apollo 17. W czasie lotu utrzymywał łączności radiową (CapCom) z załogą pracującą w kosmosie.
- Do odejścia z Korpusu Astronautów był kandydatem do wzięcia udziału w programie Space Shuttle.
- Luty 1976 – opuścił szeregi NASA.

### Apollo 14
Start misji Apollo 14 nastąpił 31 stycznia 1971. Dowódcą wyprawy był Alan Shepard, pilotem modułu księżycowego „Antares” – Edgar Mitchell, a pilotem modułu dowodzenia „Kitty Hawk” – Roosa. 5 lutego Shepard i Mitchell wylądowali na Księżycu. Roosa pozostawał w tym czasie na orbicie wokółksiężycowej w module „Kitty Hawk”, na pokładzie którego realizował program badań naukowych. Dzień później lądownik księżycowy przycumował pomyślnie do modułu dowodzenia. Podczas 33 godzin pobytu na powierzchni Księżyca Shepard i Mitchell zebrali około 45 kg próbek gruntu. Odbyli dwa spacery na Srebrnym Globie, przebywając poza lądownikiem przez ponad dziewięć godzin. Transmisje z powierzchni Księżyca po raz pierwszy były zrealizowane przy użyciu telewizji kolorowej. 9 lutego kapsuła z astronautami wodowała na Oceanie Spokojnym w odległości około siedmiu kilometrów od jednostki ratunkowej – uderzeniowego okrętu desantowego USS „New Orleans”.

## Po opuszczeniu NASA
- Luty 1976 – lipiec 1977 – był wiceprezesem ds. kontaktów z partnerami zagranicznymi firmy U.S. Industries, Inc. w Oak Brook w Illinois oraz prezesem jej filii w Atenach.
- Lipiec 1977 – marzec 1981 – był wiceprezesem przedsiębiorstwa Charles Kenneth Campbell Investments.
- 1981 – od marca kierował własną firmą, Gulf Coast Coors, Inc., w Gulfport w Missisipi.

## Coda
Zmarł 12 grudnia 1994 w Waszyngtonie, wskutek powikłań będących rezultatem zapalenia trzustki, na które cierpiał. Został pochowany na Cmentarzu Narodowym w Arlington.

## Odznaczenia i nagrody
- Air Force Distinguished Service Medal
- NASA Distinguished Service Medal
- Air Force Command Pilot Astronaut Wings
- Johnson Space Center Superior Achievement Award (1970)
- American Astronautical Society's Flight Achievement Award (1971)
- Doktorat honorowy Uniwersytetu św. Tomasza w Houston (1971)
- Order Narodowy (Czad, 1973)
- Order Zasługi (Republika Środkowoafrykańska, 1973)
- Universal Astronaut Insignia za lot orbitalny (nr 49, pośmiertnie) – Stowarzyszenie Uczestników Lotów Kosmicznych (Association of Space Explorers(inne języki))[1]

## Dane lotu
| Lot kosmiczny, w którym uczestniczył Stuart A. Roosa         | Lot kosmiczny, w którym uczestniczył Stuart A. Roosa | Lot kosmiczny, w którym uczestniczył Stuart A. Roosa | Lot kosmiczny, w którym uczestniczył Stuart A. Roosa | Lot kosmiczny, w którym uczestniczył Stuart A. Roosa | Lot kosmiczny, w którym uczestniczył Stuart A. Roosa |
| Data startu                                                  | Data lądowania                                       | Statek kosmiczny                                     | Funkcja                                              | Czas trwania                                         |                                                      |
| ------------------------------------------------------------ | ---------------------------------------------------- | ---------------------------------------------------- | ---------------------------------------------------- | ---------------------------------------------------- | ---------------------------------------------------- |
| 31 stycznia 1971                                             | 9 lutego 1971                                        | Apollo 14                                            | Pilot modułu dowodzenia                              | 9 dni 1 minuta i 58 sekund                           |                                                      |
| Łączny czas spędzony w kosmosie — 9 dni 1 minuta i 58 sekund |                                                      |                                                      |                                                      |                                                      |                                                      |